# 新海誠 (小惑星)
新海誠（しんかいまこと、英語: 55222 Makotoshinkai）は、小惑星帯を公転している小惑星の一つである。

## 概要
2001年9月12日に、アリゾナ州ツーソンにあるグッドリック・ピゴット天文台で、天文学者ロイ・A・タッカーによって発見された。発見されたのは2001年だが、それ以前に少なくとも13回観測されていたことが判明している。
2018年3月31日に小惑星センターから発行された小惑星回報「MPC 109632」にて、日本の著作家・アニメ監督の新海誠に因んで「Makotoshinkai」と命名された。なお、日本の文化やアニメの愛好家であった発見者のタッカーは、いずれも日本の作品や文学の著作者である奈須きのこ、伊福部昭、高梨康治、綾辻行人の名も小惑星の名称案として国際天文学連合に申請しており、これらの名称案も新海誠と共に承認され、小惑星に正式に命名された。